# Atletismo nos Jogos Olímpicos de Verão de 2024 - Salto em distância masculino
A prova do salto em distância masculino do atletismo nos Jogos Olímpicos de Verão de 2024 ocorreu em 4 e 6 de agosto de 2024 no Stade de France, em Paris. Um total de 33 atletas de 25 Comitês Olímpicos Nacionais (CON) participaram do evento.

## Qualificação
Cada Comitê Olímpico Nacional (CON) poderia inscrever no máximo três atletas qualificados em cada evento individual. Para o salto em distância masculino, o período de qualificação foi entre 1 de julho de 2023 a 30 de junho de 2024.

## Formato
O salto em distância consiste de duas fases (classificação e final). Na classificação houve dois grupos distintos de saltadores, com cada um tendo direito a três saltos para aferir uma marca.
A distância padrão na fase eliminatória foi de 8,15 metros, sendo que todos que ultrapassaram essa marca avançaram para a final. Um mínimo de 12 atletas precisaria avançar para a final; se menos de 12 fizessem a marca de qualificação, seriam classificados os atletas subsequentes (incluindo os empatados após o uso das regras de desempate).
Na final, cada saltador teve direito a três saltos iniciais; os oito primeiros saltadores ao final da terceira rodada receberam três saltos adicionais para um total de seis, com o melhor a contar para o resultado final.

## Calendário
Horário local (UTC+2)
| Data                | Horário | Fase          |
| ------------------- | ------- | ------------- |
| 4 de agosto de 2024 | 11:00   | Classificação |
| 6 de agosto de 2024 | 20:15   | Final         |

## Medalhistas
| Ouro   | GRE Miltiadis Tentoglou |
| Prata  | JAM Wayne Pinnock       |
| Bronze | ITA Mattia Furlani      |

## Recordes
Antes desta competição, os recordes mundiais e olímpicos da prova eram os seguintes:
| Tipo | Atleta      | Marca  | Local            | Data                  |
| ---- | ----------- | ------ | ---------------- | --------------------- |
|      | Mike Powell | 8,95 m | Tóquio           | 30 de agosto de 1991  |
|      | Bob Beamon  | 8,90 m | Cidade do México | 18 de outubro de 1968 |

## Resultados

### Classificação
Todos os atletas que alcançarem a marca de classificação de 8,15 m (Q) ou pelo menos os 12 melhores atletas (q) avançam à final.
| Pos. | Grupo | Atleta                     | CON                               | #1   | #2   | #3   | Marca | Notas |
| ---- | ----- | -------------------------- | --------------------------------- | ---- | ---- | ---- | ----- | ----- |
| 1    | A     | Miltiadis Tentoglou        | GRE Grécia                        | 8.32 | –    | –    | 8.32  | Q     |
| 2    | B     | Radek Juška                | CZE Chéquia                       | 7.85 | 8.15 | –    | 8.15  | Q,    |
| 3    | B     | Wang Jianan                | CHN China                         | 8.12 | –    | –    | 8.12  | q,    |
| 4    | B     | Simon Ehammer              | SUI Suíça                         | 7.69 | 8.09 | 6.62 | 8.09  | q     |
| 5    | B     | Filip Pravdica             | CRO Croácia                       | 7.68 | 8.04 | 7.59 | 8.04  | q     |
| 6    | A     | Mattia Furlani             | ITA Itália                        | 8.01 | 7.95 | x    | 8.01  | q     |
| 7    | B     | Wayne Pinnock              | JAM Jamaica                       | 7.96 | 7.72 | 7.68 | 7.96  | q     |
| 8    | A     | Jacob Fincham-Dukes        | GBR Grã-Bretanha                  | x    | 7.38 | 7.96 | 7.96  | q     |
| 9    | B     | Zhang Mingkun              | CHN China                         | 7.91 | 7.88 | 7.92 | 7.92  | q     |
| 10   | B     | Arnovis Dalmero            | COL Colômbia                      | 7.92 | 7.83 | 7.78 | 7.92  | q     |
| 11   | A     | Carey McLeod               | JAM Jamaica                       | 7.77 | 7.90 | x    | 7.90  | q     |
| 12   | A     | Simon Batz                 | GER Alemanha                      | x    | 7.90 | 7.60 | 7.90  | q     |
| 13   | A     | Emiliano Lasa              | URU Uruguai                       | 7.87 | 7.58 | 7.70 | 7.87  |       |
| 14   | A     | Bozhidar Sarâboyukov       | BUL Bulgária                      | x    | x    | 7.87 | 7.87  |       |
| 15   | A     | Jeremiah Davis             | USA Estados Unidos                | 7.83 | 7.78 | 7.78 | 7.83  |       |
| 16   | B     | Thobias Montler            | SWE Suécia                        | x    | x    | 7.82 | 7.82  |       |
| 17   | A     | Yuki Hashioka              | JPN Japão                         | x    | 7.72 | 7.81 | 7.81  |       |
| 18   | B     | Chris Mitrevski            | AUS Austrália                     | 7.66 | 7.79 | 6.47 | 7.79  |       |
| 19   | B     | Tajay Gayle                | JAM Jamaica                       | 7.78 | 7.68 | 7.63 | 7.78  |       |
| 20   | A     | Anvar Anvarov              | UZB Uzbequistão                   | 7.57 | 7.77 | 7.77 | 7.77  |       |
| 21   | B     | Malcolm Clemons            | USA Estados Unidos                | 7.72 | 7.46 | 7.72 | 7.72  |       |
| 22   | B     | Lin Yu-Tang                | TPE Taipé Chinês                  | 7.70 | x    | 7.66 | 7.70  |       |
| 23   | A     | Jovan van Vuuren           | RSA África do Sul                 | 7.70 | x    | 7.41 | 7.70  |       |
| 24   | A     | Shi Yuhao                  | CHN China                         | 7.68 | 7.30 | 7.68 | 7.68  |       |
| 25   | A     | Alejandro Parada           | CUB Cuba                          | 7.62 | 7.02 | x    | 7.62  |       |
| 26   | B     | Jeswin Aldrin              | IND Índia                         | x    | x    | 7.61 | 7.61  |       |
| 27   | A     | Liam Adcock                | AUS Austrália                     | 7.41 | 7.56 | 7.29 | 7.56  |       |
| 28   | B     | Tom Campagne               | FRA França                        | 7.50 | x    | 7.51 | 7.51  |       |
| 29   | A     | Mohammad Amin Alsalami     | EOR Equipe Olímpica de Refugiados | 7.03 | 7.24 | 7.24 | 7.24  |       |
| 30   | A     | Petr Meindlschmid          | CZE Chéquia                       | 6.97 | x    | x    | 6.97  |       |
| 31   | B     | Cheswill Johnson           | RSA África do Sul                 | x    | 4.49 | x    | 4.49  |       |
|      | A     | Lucas Marcelino dos Santos | BRA Brasil                        | x    | x    | x    | NM    |       |
|      | B     | Jarrion Lawson             | USA Estados Unidos                | x    | x    | x    | NM    |       |

### Final
Os atletas que alcançarem as melhores marcas após seis tentativas conquistam as medalhas.
| Pos.              | Atleta              | CON              | #1   | #2   | #3   | #4          | #5          | #6          | Marca | Notas |
| ----------------- | ------------------- | ---------------- | ---- | ---- | ---- | ----------- | ----------- | ----------- | ----- | ----- |
| Medalha de ouro   | Miltiadis Tentoglou | GRE Grécia       | 8.27 | 8.48 | 8.24 | 8.36        | 8.31        | x           | 8.48  |       |
| Medalha de prata  | Wayne Pinnock       | JAM Jamaica      | 7.84 | 8.36 | 7.99 | 8.05        | 8.24        | 8.12        | 8.36  |       |
| Medalha de bronze | Mattia Furlani      | ITA Itália       | 8.34 | 8.25 | x    | x           | 8.34        | 8.27        | 8.34  |       |
| 4                 | Simon Ehammer       | SUI Suíça        | x    | 8.20 | 8.11 | 7.92        | x           | x           | 8.20  |       |
| 5                 | Jacob Fincham-Dukes | GBR Grã-Bretanha | 7.95 | 8.14 | x    | x           | x           | 7.64        | 8.14  |       |
| 6                 | Simon Batz          | GER Alemanha     | 7.58 | 8.07 | 7.79 | 7.71        | 7.95        | 7.94        | 8.07  |       |
| 7                 | Zhang Mingkun       | CHN China        | 7.81 | x    | 8.07 | x           | 7.93        | x           | 8.07  |       |
| 8                 | Wang Jianan         | CHN China        | 7.96 | x    | 7.92 | x           | –           | 8.03        | 8.03  |       |
| 9                 | Filip Pravdica      | CRO Croácia      | 7.72 | 7.90 | 7.87 | Não avançou | Não avançou | Não avançou | 7.90  |       |
| 10                | Radek Juška         | CZE Chéquia      | 7.78 | 7.69 | 7.83 | Não avançou | Não avançou | Não avançou | 7.83  |       |
| 11                | Arnovis Dalmero     | COL Colômbia     | x    | 7.83 | 7.74 | Não avançou | Não avançou | Não avançou | 7.83  |       |
| 12                | Carey McLeod        | JAM Jamaica      | 7.51 | 7.16 | 7.82 | Não avançou | Não avançou | Não avançou | 7.82  |       |

Legenda
| Recorde mundial      | Recorde mundial (World record)               |                       | Recorde africano                      | Recorde africano (African) |                                           | Q | Classificado por posição (Qualified) |
| Recorde olímpico     | Recorde olímpico (Olympic record)            | Recorde da América    | Recorde da América (Americas)         | q                          | Classificado por melhor tempo (Qualified) |   |                                      |
| Melhor marca do ano  | Melhor marca do ano (World leading)          | Recorde asiático      | Recorde asiático (Asian)              | DNS                        | Não largou (Did not start)                |   |                                      |
| Recorde nacional     | Recorde nacional (National record)           | Recorde europeu       | Recorde europeu (European)            | DNF                        | Não terminou (Did not finish)             |   |                                      |
| Recorde pessoal      | Recorde pessoal do atleta (Personal best)    | Recorde da Oceania    | Recorde da Oceania (Oceania)          | DSQ / DQ                   | Desclassificado (Disqualified)            |   |                                      |
| Recorde da temporada | Recorde da temporada do atleta (Season best) | Recorde sul-americano | Recorde sul-americano (South America) | NM                         | Sem marca (No mark)                       |   |                                      |